# 池炳学
池 炳学（チ・ビョンハク、지병학、池炳學）は、朝鮮民主主義人民共和国の軍人。満州派。

## 経歴
東北抗日連軍に参加。日満軍警の討伐によりソ連領内に逃れるが、しばらくはソ連軍偵察要員として朝鮮国内に潜入していた。第88特別旅団に編入。
終戦後は中国東北部に派遣され、国共内戦に参加。琿春警備大隊副司令（1945年12月）、琿春県警備隊大隊長、吉東保安隊第5団団長、吉林軍区吉東軍分区独立第3団副団長、第156師第466団副団長、独立第15師参謀長を歴任。
1950年、独立第15師は北朝鮮に入国し、人民軍第7師団（第12師団に改称）に改編され、同師団参謀長に就任。
1951年、第3軍団（軍団長：柳京洙）第45師団長。
1957年9月、第2軍団長。
1961年9月、労働党中央委員会委員（第4回党大会）。
1962年10月、最高人民会議第3期代議員当選、金日成軍事総合大学総長。
1970年11月、労働党中央委員会委員（第5回党大会）。
1973年、人民武力部副部長。
1976年、金正日を批判していた金東奎を消極的ながらも支持していたため、国家保衛部に連行され、翌年に病死した。

## 参考
- 和田春樹『金日成と満州抗日戦争』平凡社、1992年。ISBN 4-58-245603-0。